# Тімоті Джей Данн
Тімоті Джей Данн — британський дослідник міжнародних відносин, професор міжнародних відносин в університеті Квінсленда. Раніше він був професором міжнародних відносин та начальником відділу гуманітарних та соціальних наук в університеті Ексетера, Велика Британія. Він нещодавно заступив на посаду декана факультету гуманітарних і соціальних наук [Архівовано 4 лютого 2017 у Wayback Machine.] в університеті Квінсленда, Австралія. Як теоретик, Данн написав багато парадигм, але його основний теоретичний інтерес — англійська школа. Він працював помічником редактора для кількох журналів, включаючи огляд міжнародних досліджень, Міжнародний журнал з прав людини, і був редактором Європейського журналу міжнародних відносин (який знаходиться в 5 кращих журналів в світі для впливу, згідно Journal Citation Reports).
Данн отримав свою ступінь бакалавра в університеті Східної Англії у 1989 році і отримав ступінь магістра і доктора наук в міжнародних відносинах від Сент-Ентоні коледжу в Оксфорді.
Його теоретичні наукові інтереси пов'язані з прикладною програмою. Він-автор безлічі публікацій з прав людини, з питань зовнішньої політики (з особливим акцентом на Сполучене Королівство), про мінливу динаміку світового порядку після 9/11, а також на глобальну відповідальність за захист прав людини. Він пише для британських і міжнародних ЗМІ, включаючи «Гардіан».

## Вибрані публікації

### Книги
- Tim Dunne, Milja Kurki, Steve Smith eds., International Relations Theories: Discipline and Diversity (Oxford: OUP, 2nd edition, 2010).
- Tim Dunne, Steve Smith, Amelia Hadfield eds., Foreign Policy: Theories, Actors, Cases (Oxford: OUP, 2008).
- Tim Dunne and Ken Booth eds., Worlds in Collision: Terror and the Future of Global Order (London Palgrave-Macmillan, 2002).
- Tim Dunne and Nicholas J. Wheeler eds., Human Rights in Global Politics (Cambridge: Cambridge University Press, 1999).
- Tim Dunne, Inventing International Society: A History of the English School (London: Macmillan, St Antony's Series, 1998).
- Tim Dunne, Michael Cox, Ken Booth eds., The Eighty Years’ Crisis: International Politics, 1919—1999.

### Значні статті
- Tim Dunne and Marjo Koivisto ‘Crisis, What Crisis? Liberal Order Building and World Order Conventions’, Millennium: Journal of International Studies 38.3 (2010), pp. 615–640.
- Tim Dunne ‘Liberalism, International Terrorism, and Democratic Wars’, International Relations 23.1 (2009), pp. 107–114.
- Tim Dunne ‘Good Citizen Europe’, International Affairs, 84.1 (2008), pp. 33–48.
- Tim Dunne ‘System, State and Society: How does it all hang together?’, Millennium 34: pp. 157 — 170 (2005).
- Tim Dunne ‘"The Rules of the Game are Changing": Human Rights in Crisis Post-9/11’ International Politics 44.2 (2007), pp. 269–286.
- Tim Dunne ‘When the Shooting Starts: Atlanticism in British Security Strategy’, International Affairs 80.5 (2004), pp. 811–833.